# Centurio senex
El murciélago de cara arrugada, de alas en enrejado o reticuladas (Centurio senex) es una especie de murciélago microquiróptero de la familia Phyllostomidae. Es la única especie de su género. Su área de distribución comprende desde México hasta Venezuela, además de Trinidad y Tobago.

## Subespecies
Se han descrito las siguientes subespecies:
- Centurio senex senex
- Centurio senex greenhalli